# Vitenis

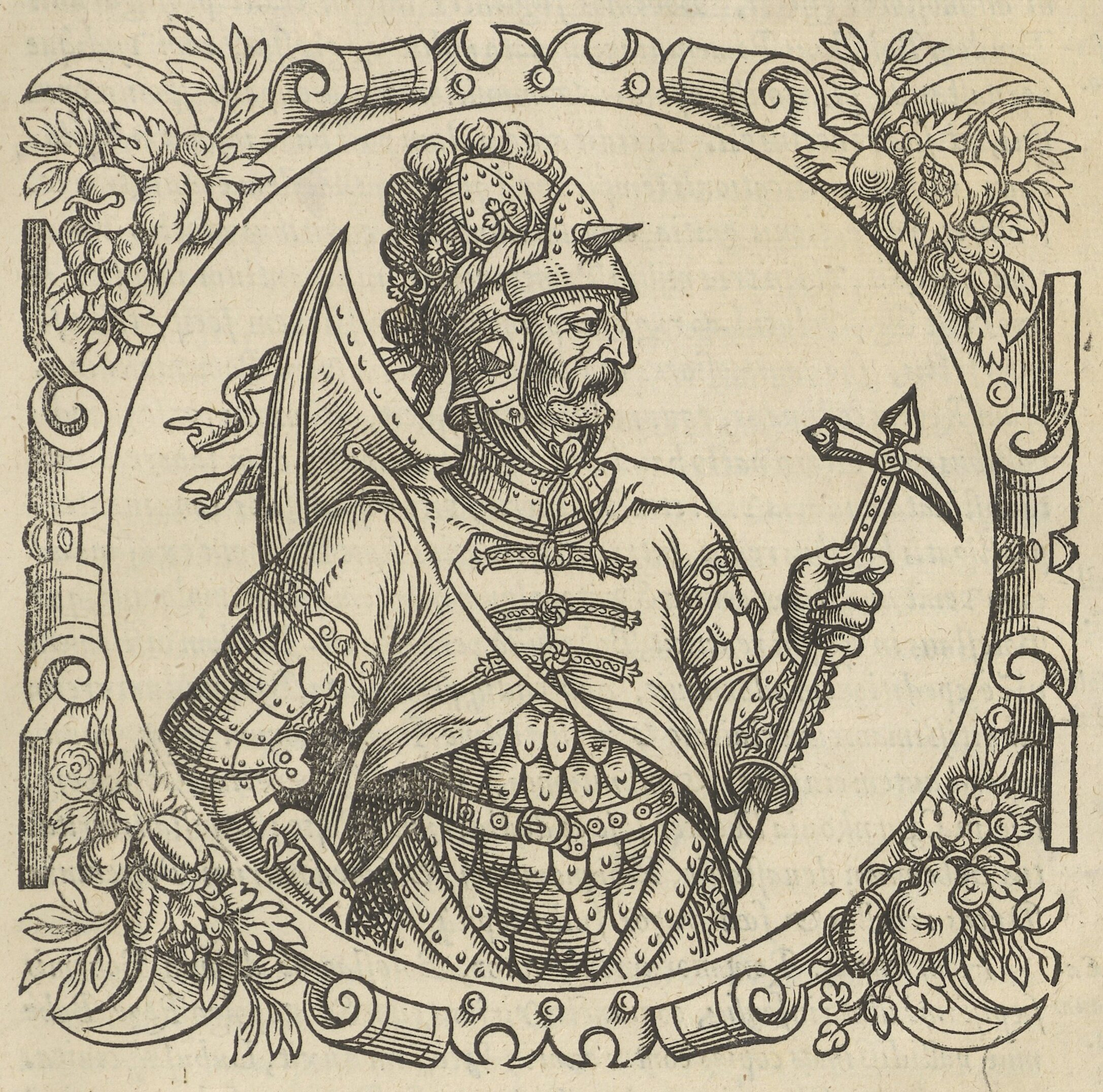
Vitenis, ilustración de las crónicas de Alessandro Guagnini, publicadas en 1578.

Expansión del Gran Ducado de Lituania, siglos XIII-XV.

Vitenis o Viten (bielorruso: Віцень) fue un Gran Duque de Lituania desde ca. 1295 hasta ca. 1316. Fue el primero de los Gedimínidas que gobernó durante un período más o menos prolongado. A principios del siglo XIV su reputación eclipsó a la de Gediminas, que es considerado por los historiadores como uno de los más grandes gobernantes lituanos. El gobierno de Gediminas estuvo marcado por guerras constantes en un esfuerzo por consolidar el Gran Ducado de Lituania entre los rutenos, los masovios y la Orden teutónica.

## Guerras
Vitenis es mencionado por primera vez en 1292 durante la invasión por parte de su padre de Masovia. un ejército de ochocientos hombres llegó hasta Łęczyca. Después de la muerte de su padre, alrededor de 1295, se convertiría en Gran Duque. Vitenis pronto se vería involucrado en disputas de sucesión en Polonia, apoyando a Boleslao II de Masovia, que estaba casado con una duquesa lituana, Gaudemunda de Lituania, y oponiéndose a Vladislao I de Polonia. En Rutenia, Vitenis consiguió recuperar tierras que se habían perdido tras el asesinato de Mindaugas y capturó los principados de Pinsk y Turaŭ.
La cruzada contra las paganas Lituania y Samogitia se intensificó hasta un nuevo nivel en la década de 1290 al ser conquistados por la Orden Teutónica y la Orden Livona los prusianos y otros pueblos bálticos. Durante el reinado de Vitenis se estableció y se fortaleció una red de castillos defensivos a lo largo de la orilla de los ríos Niemen y Jūra; los Caballeros correspondieron a su vez con sus propios castillos en la orilla opuesta. Durante este período, la Orden Teutónica estaba intentando establecer un pasillo a lo largo del mar Báltico, en Samogitia, para unir sus posesiones a los de la Orden Livona en el norte, por lo que durante el reinado de Vitenis organizaron unas veinte campañas sobre este territorio. Vitenis tomó medidas para socavar la influencia de los nobles samogitios, como es evidenciado por los crecientes números de refugiados y traiciones. Parece que Gediminas ayudaba a Vitenis a controlar a los nobles, que consideraban seriamente el convertirse en colonos en Prusia como vasallos de la Orden teutónica. La orden también consolidó su control sobre Semigalia, donde los lituanos tenían guarniciones desde la batalla de Aizkraukle. La Orden capturó el castillo de Dynaburg, controlado por los lituanos desde 1281, en 1313.

## Alianza con Riga
Uno de los logros más celebrados de Vitenis fue una alianza con Riga. En 1297, las disputas entre el arzobispo de Riga, los burgueses de la ciudad, y la Orden Livona crecieron hasta convertirse en una guerra interna. Vitenis ofreció su ayuda a los ciudadanos de Riga e incluso hizo promesas vagas de una posible conversión al cristianismo, para relajar las tensiones entre los soldados paganos y los residentes cristianos. Vitenis invadió con éxito Livonia, destruyendo el castillo de Karkus, al norte de Riga, y derrotando a la orden en la batalla de Turaida, matando al maestre livón Bruno y veintidós caballeros. Cuando Livonia fue asegurada, Vitenis organizó once campañas en los territorios de la Orden teutónica en Prusia en el período 1298-1313, entre las que se cuentan una sobre Brodnica, donde la totalidad de la población fue masacrada. Su causa fue beneficiada por el hecho de que en 1308 los Caballeros conquistaron Pomerania e iniciaron sus guerras contra Polonia.
Una guarnición lituana, situada en un "castillo lituano" fuera de la ciudad, defendió Riga hasta 1313, cuando los residentes de la ciudad se la dieron a la Orden y expulsaron a los paganos. La amistad con Riga favoreció el comercio y el intercambio, ayudando a consolidar la influencia lituana en la cuenca del Daugava, donde en 1307 se hizo con el puerto principal de Pólotsk. A raíz de los contactos con Riga, Vitenis invitó a los franciscanos en 1312 a mantener una iglesia católica en Navahrudak para los mercaderes alemanes. En el ámbito de la religión, parece que Vitenis inició las labores para la creación del metropolitanato de Lituania que se establecería en 1316. El metropolitanato fue una herramienta en la lucha entre Vilana y Moscú por el liderazgo religioso en Rutenia.

## Muerte y sucesión
Vitenis murió alrededor de 1315 sin un heredero. Las circunstancias que rodean su muerte no son conocidas. Durante mucho tiempo los historiadores rusos afirmaban que había sido impactado por un rayo. Sin embargo, al parecer se trataba de un error de un escribano ruso, que tradujo mal la propaganda teutónica acerca de que Gediminas había matado a su protector Vitenis y había usurpado su trono. Vitenis es mencionado por última vez en septiembre de 1315 durante el infructuoso sitio de Christmemel, el primer castillo construido por los Caballeros Teutónicos en la orilla derecha del río Niemen. Los historiadores tienen constancia de que Vitenis tuviera sólo un hijo, Žvelgutis (Swalegote), quien posiblemente moriría antes que su padre. Esta situación permitió a Gediminas, hermano de Vitenis, convertirse en gran duque de Lituania. Durante su reinado el Gran Ducado se convertiría en un importante poder militar y político en Europa Oriental.